# Microrregión de Campo Maior
La microrregión de Campo Maior es una de las microrregiones del estado brasileño del Piauí perteneciente a la mesorregión Centro-Norte Piauiense. Su población según el censo de 2010 es de 220.397 habitantes y está dividida en diecinueve municipios. Posee un área total de 24.302,504 km². La población de la microrregión está formada por negros y mulatos 40.8, caboclos (mestizos de indio y blanco) 33.8, blancos de origen portugués y árabe 25.2, y asiáticos 0.2 además de contar con 47 indígenas viviendo en la microrregión en 2010

## Municipios
- Alto Longá
- Assunção do Piauí
- Boqueirão do Piauí
- Buriti dos Montes
- Campo Maior
- Capitão de Campos
- Castelo do Piauí
- Cocal de Telha
- Domingos Mourão
- Jatobá do Piauí
- Juazeiro do Piauí
- Lagoa de São Francisco
- Milton Brandão
- Nossa Senhora de Nazaré
- Novo Santo Antônio
- Pedro II
- São João da Serra
- São Miguel do Tapuio
- Sigefredo Pacheco

- Datos: Q2036520